# شبکه تلویزیون
شبکه تلویزیون (انگلیسی: Television network) یک شبکه مخابراتی و اینترنتی برای توزیع محتوای برنامه‌های تلویزیونی است، که از طریق یک دفتر مرکزی، برنامه‌ریزی عملیاتی چندین ایستگاه تلویزیونی را به موازات یکدیگر، جهت تولید برنامه‌های تلویزیونی، انجام می‌دهد. تا اواسط دهه ۱۹۸۰ برنامه‌نویسی و برنامه‌ریزی تلویزیونی در اغلب کشورهای جهان، تحت کنترل تعداد کمی از شبکه‌ها قرار داشت. همچنین بسیاری از شبکه‌های تلویزیونی قدیمی (مانند بی‌بی‌سی، ان‌بی‌سی یا سی‌بی‌سی) فعالیت خود را بعنوان شبکه‌های رادیویی آغاز کردند، که بعدها توسعه یافته و به شبکه‌های تلویزیونی ارتقاء پیدا کردند. بعد ها با ورود و گسترده شدن ماهواره‌ها، شبکه های تلویزیونی نیز بستر خود را بر روی ماهواره ها گسترش دادند و به همین دلیل تعدادشان فزونی گرفت.